# Rut Bischler
Rut Bischler (eigentlich Ruth Bischler-Mundwiler; * 26. Juni 1937 in Liestal; † vor 17. Mai 2021) war eine Schweizer Cellistin und Malerin der Art brut.

## Leben und Werk
Rut Bischler wurde als Ruth Mundwiler geboren und wuchs mit ihren Eltern, einem älteren und einem jüngeren Bruder in Liestal auf. Hier besuchte sie neben dem Kindergarten und der Primarschule auch den ersten Cellounterricht. Danach absolvierte sie in Basel die Mädchenoberschule und anschliessend das Kindergärtnerinnen-Seminar. Anschliessend arbeitete sie in Basel und in Liestal jahrelang als Kindergärtnerin. Daneben besuchte sie das Konservatorium in Basel und liess sich unter anderem bei August Wenzinger zur Cellistin ausbilden. 1966 heiratete sie den Sonderschullehrer Hansruedi Bischler, mit dem sie zuerst in Liestal, dann in einem eigenen Haus in Hölstein wohnte.
1973 erlitt sie einen psychischen Zusammenbruch, dem in den folgenden Jahren mehrere Klinikaufenthalte folgten. Nach der Scheidung von ihrem Mann im Jahr 1984 begann sie, in Liestal Cellounterricht zu erteilen und hatte zeitweise über 20 Schüler. 1987 wurde sie ständiges Mitglied im Neuen Orchester Basel unter der Leitung von Bela Guyas und wirkte in verschiedenen Kammermusikformationen mit.
1997 begann Rut Bischler – in Ergänzung zu einer Psychotherapie – ohne Anleitung regelmässig zu malen. In ihren Bildern, die sie mehrfach in Ausstellungen und Kolloquien präsentieren konnte, verarbeitete sie ihre Erfahrungen und Empfindungen: «Im Zentrum aller Bilder steht als Alter ego der Künstlerin ein Mädchen, mal in fröhlicher, mal in gedrückter Stimmung, oft im Kampf mit seiner Umwelt. Die Bildsprache erinnert an Illustrationen von Kinderbüchern, erweist sich aber bei genauerer Betrachtung als doppelbödig: Die scheinbare Harmonie, die in vielen Bildern aufscheint, ist labil und gefährdet; die aufbauenden und die zerstörerischen Kräfte befinden sich in einem ständigen Widerstreit» (Stefan Hess). Zu ihren Bildern schrieb Rut Bischler teilweise auch erklärende Kommentare.
Eine Werkgruppe von Rut Bischler befindet sich im Dichter- und Stadtmuseum Liestal. Sie starb 2021 im Alter von 83 Jahren und wurde auf dem Friedhof Liestal beigesetzt.

## Ausstellungen (Auswahl)
- 1997 Höhere Fachschule für Soziale Arbeit in Basel
- 1998 Kantonale Psychiatrische Klinik in Liestal (Gruppenausstellung)
- 2018 Dichter- und Stadtmuseum Liestal